# 郷里制
郷里制（ごうりせい/きょうりせい）は、中国で成立した地方行政制度のことである。

## 概要
前漢においては、地方を郡と県に区分する郡県制が行なわれていたが、県のもとには旧来の自然発生的な集落が包括されていた。その集落は全て城廓で囲われていた。その1単位が亭と呼ばれる。その亭が10単位集まれば、その最大のものが郷と呼ばれ、他の亭を従属する関係となった。そのような郷が幾つか集まって、県を構成する体制が形づくられる。
郷には、行政を担当する嗇夫と、公安を担当する游徼とが置かれた。また、亭には、亭長が置かれた。
また、郷や亭の城内は、複数の里に区分された。里は、だいたい100戸程の戸によって構成され、里正や父老が置かれ、彼等は、徴税の責任を負わされた。また、郷の嗇夫がその監督に当たった。
地方統治の実権は県にあり、県に置かれた人民の名籍には、県名・爵位・里名・姓名が記入され、人頭税や徭役徴収の資料となった。一方、地籍は亭にあり、田租徴収の際の資料とされた。